# Jiná dimenze
Jiná dimenze (v anglickém originále Dimension Jump) je pátá epizoda čtvrté série (a celkově dvacátá třetí) britského sci-fi sitcomu Červený trpaslík. Poprvé byla odvysílána 14. března 1991 na kanálu BBC2.
V této epizodě se poprvé objevuje populární alter ego Arnolda Rimmera, Eso Rimmer. Kromě této se s ním setkáme ještě v epizodách Polymorf II - Emocuc a Nachystejte květináče.

## Děj epizody
Ve skleníku visí hlavou dolů malý Arnold Rimmer, když k němu přijde jeho matka. Tato divná pozice je následkem "hraní si" si jeho bratry, jenže to jeho matku nezajímá, protože ta s ním chce probrat jeho špatné známky ve škole. Arnoldovi hrozí propadnutí a jeho matka mu připomíná, že toto rozhodnutí by mohlo změnit celý jeho život. O dvacet let později přistává na základnu na Mimasu zkušební pilot vesmírného sboru Arnold "Eso" Rimmer. Jde totiž o paralelní realitu, a v této je Arnold sebevědomý, světácký a charismatický pilot, který je všemi oblíben. Nejprve se potká se Šroubem (svým mechanikem, alter ego David Listera), knězem (alter ego Kocoura) a Mellie (Holly), sekretářkou Arnoldova nadřízeného Bonga (Kryton). Bongo mu nabídne nový úkol: má být dopraven do alternativní reality, ve které se oproti té jejich něco stalo jinak a jeho druhé já žije pravděpodobně úplně jiný život. I když se nejde vrátit, Eso bez zaváhání přímá. Když odlétá, pronese svoji slavnou repliku: "Nachystejte mi uzenáče. Na snídani jsem zpátky."
Zpátky v původní realitě na Červeném trpaslíku se Lister snaží v noci potichu opustit kajutu, ve které bydlí s Rimmerem, aby se s Kocourem a Krytonem vydal rybařit na planetární oceán, který minulý týden zahlédli. Rimmer se ovšem vzbudí, a veškeré Listerovy a Kocourovy (ten za chvíli dorazí oblečený v rybářském) výmluvy nepomůžou. Rimmer si stěžuje, že není oblíbený i když se ze všech sil snaží, takže je Lister nakonec nucen ho vzít s sebou. Při cestě v Kosmiku Rimmer neustále komanduje Krytona při řízení, a když ho to omrzí, začne otravovat Listera s Kocourem. V tu chvíli se ovšem z nečekaně objevené neznámé poruchy vynoří cizí těleso (alternativní Arnold Rimmer ve své lodi) a narazí do Kosmika, který se následně zřítí na planetu, kde měli rybařit. Loď je na skalisku, ale pokud někdo neopraví motor, tak se začne potápět. Lister o motorech nic neví a navíc má Kocour zlomenou nohu. Eso sleduje jejich situaci a rozhoduje jim pomoci, protože ztroskotání Kosmika je i jeho vina. Přistát nemá kde, a tak se katapultuje.
Situace uvnitř Kosmiku je zoufalá, když v tom dovnitř suverénně napochoduje Eso Rimmer: se všemi se srdečně pozdraví a hned začne organizovat záchranné práce. Kryton poukáže na to, že si Eso při dopadu zlomil ruku. Eso zase na fakt, že Kryton není vodotěsný, a když se android nenechá odradit, prostě ho ranou pěstí vyřadí z provozu. Když chce zapojit taky Rimmera, poměrně rychle zjistí, že jeho alternativní já je velký zbabělec a začne si z něj lehce utahovat. Eso s Listerem ve vichřici spravují motor, zatímco uvnitř Rimmer pomlouvá Esa jak může a Kryton pečuje o zraněného Kocoura. Oprava se podaří a Kosmik se vrací na Červeného trpaslíka.
Eso úspěšně operuje Kocoura a zachrání mu nohu. Všichni jsou z něj unešení, až na Rimmera, který ho už zcela nepokrytě nenávidí. Když se Lister Esa zeptá, co bude teď dělat, Eso odpoví, že zkusí v dalších alternativních realitách najít ještě většího pitomce než tady, ale moc tomu nevěří. Pak mu vysvětlí, že zásadní rozdíl mezi oběma Rimmery nastal v sedmé třídě: on propadl a tuto hanbu se snažil odčinit, začal bojovat a už nepřestal. Zatímco "zdejší" Rimmer nepropadl a neměl žádnou motivaci, aby na sobě začal pracovat. Eso na rozloučenou k Listerovi pronese: "Nachystej mi uzenáče. Na snídani jsem zpátky." Také Rimmer chystá "rozloučení" s Esem; nad dveře připevní síť s uzenáči, kterou mu má jeden z robíků shodit na hlavu. Celá past pochopitelně selže.
Esova loď odlétá a za ní se na obrazovce objeví dodatek: "V následujících desítiletích procestoval Eso Rimmer nespočet realit a setkal se s tisíci různých Arnoldů Rimmerů. Nikdy však nepotkal tak neskutečně ubohého a zbytečného Arnolda Rimmera, jako toho, s nímž se setkal na Červeném trpaslíku. Jeho marné pátrání pokračuje…"

## Kulturní reference
V epizodě zazní názvy děl:
- Top Gun, Čelisti